# Lyman Trumbull

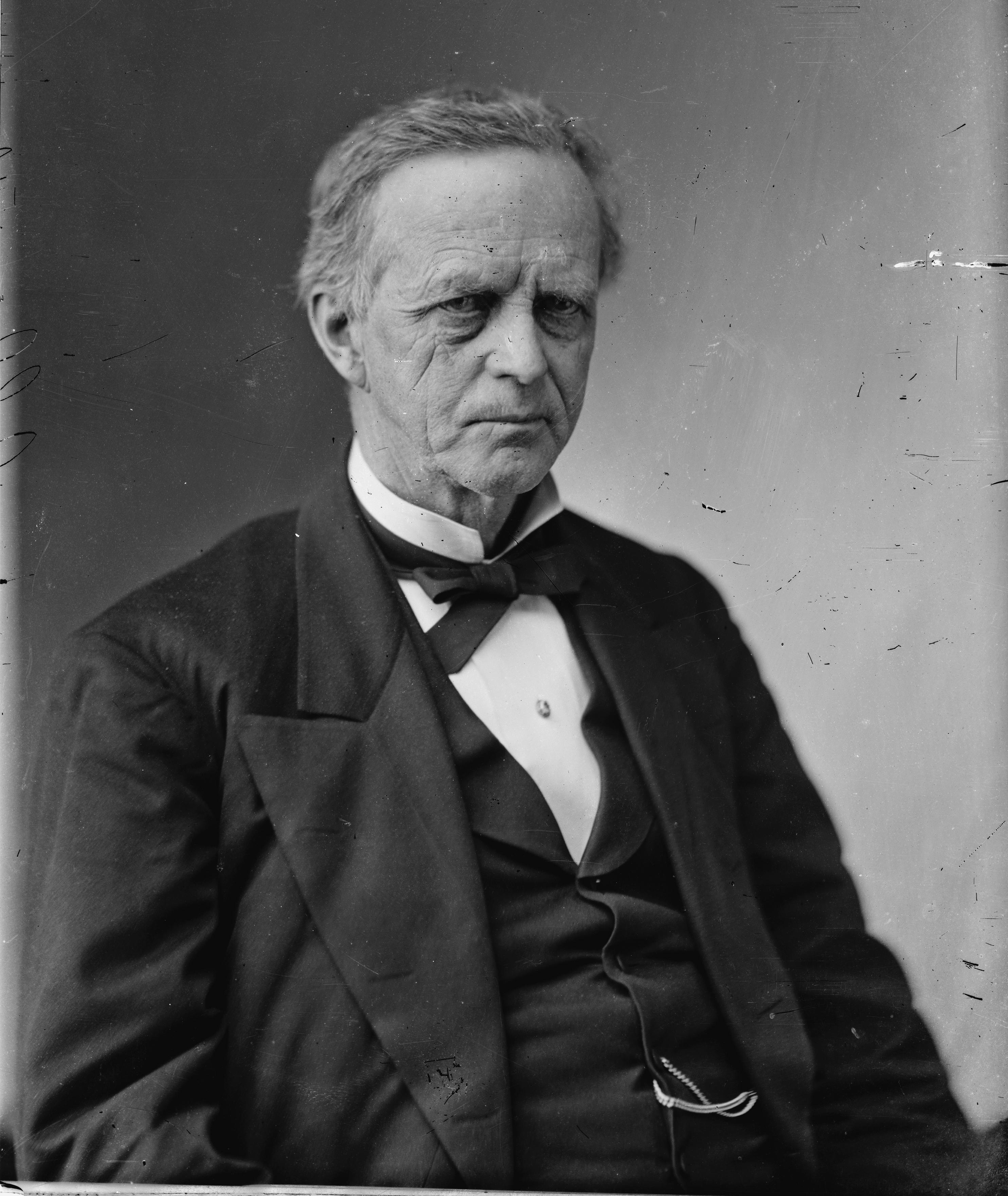
Lyman Trumbull

Lyman Trumbull (* 12. Oktober 1813 in Colchester, Connecticut; † 25. Juni 1896 in Chicago, Illinois) war ein US-amerikanischer Politiker der Republikanischen Partei. Von 1855 bis 1873 saß er für den US-Bundesstaat Illinois im US-Senat.

## Biographie
Trumbull wurde in Colchester in Connecticut geboren. Nach dem Abschluss an der Bacon Academy war er zwischen 1829 und 1833 als Lehrer tätig. Im Alter von 20 Jahren zog er nach Georgia, wo er die Rechtswissenschaften studierte. Dort wurde er dann auch schließlich auch Rechtsanwalt zugelassen. In Greenville arbeitete er dann in einer eigenen Kanzlei. 1837 zog er dann nach Alton. 
1840 wurde Trumbull ins Repräsentantenhaus von Illinois gewählt. Zwischen 1841 und 1843 diente er als Secretary of State von Illinois. 1848 wurde er zum Richter am Supreme Court of Illinois ernannt, wo er bis 1853 diente. 1854 wurde er schließlich ins US-Repräsentantenhaus gewählt. Bevor er das Mandat jedoch antreten konnte, wurde er von der Illinois General Assembly in den US-Senat gewählt, wo er 1855 die Arbeit aufnahm. Während seiner Amtszeit fühlte er sich an Parteimitgliedschaften oder ähnliches nicht gebunden. Wenn es der Sache diente, arbeitete er auch mit den Senatoren aus anderen Parteien zusammen. Zwischen 1861 und 1872 saß er dem einflussreichen United States Senate Committee on the Judiciary als Vorsitzender vor. In diese Zeit fiel auch die Beratung und Verabschiedung des 13. Zusatzartikels zur US-Verfassung. Trumbull gilt als einer der Mitautoren. 
Während des Amtsenthebungsverfahrens gegen Andrew Johnson störte sich Trumbull daran, dass unter anderem Benjamin Wade Beweise gegen Johnson manipulierte, um die Schuld von Johnson zu beweisen. Obwohl die meisten Senatoren, darunter auch Trumbull, Johnson für schuldig hielten, stimmten sie bei der Schlussabstimmung gegen eine Amtsenthebung, um zu verhindern, dass Benjamin Wade, der damaligen Rangfolge gemäß, neuer US-Präsident werden würde. 1871 tat sich Trumbull als starker Befürworter der Erschaffung des Yellowstone-Nationalparks auf. 1873 schied Trumbull dann aus dem Senat aus.
Nach seinem Ausscheiden war er wieder als Rechtsanwalt tätig, diesmal in einer eigenen Kanzlei in Chicago. 1880 kandidierte er dann erfolglos für die Demokratische Partei um das Amt des Gouverneurs von Illinois. 
Trumbull verstarb 1896 im Chicago im Alter von 82 Jahren. Er war zweimal verheiratet, aus beiden Ehen gingen insgesamt acht Kinder hervor. Im Nordwesten von Arizona wurde zu seinen Ehren ein Berg nach ihm benannt.